# Enzymkinetik
Die Enzymkinetik ist ein Teilgebiet der biophysikalischen Chemie. Sie beschreibt, wie schnell enzymkatalysierte chemische Reaktionen verlaufen. Die Enzymkinetik findet breite Anwendung in Biologie und Medizin, da auch biologische Substrate (Reaktionspartner) – darunter solche, die im Menschen auftreten – untersucht werden.
Ein Hauptziel der Enzymkinetik ist die Beschreibung der Konzentrationsabhängigkeit der Reaktionsgeschwindigkeit mit geeigneten Formeln, sowie die Bestimmung der dazugehörigen Parameter für ein bestimmtes Protein (Enzymaktivität und katalytische Effizienz). Da Enzyme dazu dienen, Reaktionen zu beschleunigen und zu lenken, ist die enzymkinetische Analyse zum Verständnis von Enzymfunktionen unerlässlich.

## Theorie für Enzyme mit einer Substratbindungsstelle
Der Erste, der den Zusammenhang zwischen Substrat-Konzentration {\displaystyle [S]} und Umsatzgeschwindigkeit eines Enzymes {\displaystyle v} beschrieb, war der französische Physikochemiker Victor Henri 1902. Allerdings war die Bedeutung der Wasserstoffionenkonzentration für enzymatische Reaktionen damals noch nicht bekannt, erst nachdem Sørensen 1909 den pH-Wert definiert und die Pufferung eingeführt hatte, konnten der Deutsche Leonor Michaelis und seine kanadische Post-Doktorandin Maud Menten 1913 die Ergebnisse Henris experimentell bestätigen. Die Henri-Michaelis-Menten-Gleichung wurde 1925 von G. E. Briggs und J. B. S. Haldane verallgemeinert (Michaelis-Menten-Theorie).
Henris Schlüsselidee war, die enzymatische Reaktion in zwei Phasen zu zerlegen, die Bindung des Substrates S an das Enzym E und die Umsetzung des resultierenden Enzym-Substrat-Komplexes ES in Enzym und Produkt P:
{\displaystyle {\begin{aligned}E+S{\underset {k_{-1}}{\overset {k_{1}}{\begin{smallmatrix}\displaystyle \longrightarrow \\\displaystyle \longleftarrow \end{smallmatrix}}}}ES{\overset {k_{cat}}{\longrightarrow }}E+P\end{aligned}}} {\displaystyle \quad }(1)
Hierbei sind {\displaystyle k_{1},k_{-1},k_{cat}} Geschwindigkeitskonstanten, die bei der kinetischen Herleitung des Massenwirkungsgesetzes (MWG) verwendet werden.
Zur Beschreibung eines Reaktionsgleichgewichts der Bindungsreaktion hat die Gleichheit der Geschwindigkeiten von Hin- und Rückreaktion die Form:
{\displaystyle k_{1}[E][S]=k_{-1}[ES];\quad \mid :[ES]\quad \mid :k_{1}}
wobei {\displaystyle \textstyle [X]} die Konzentration der Substanz {\displaystyle X} bezeichnet. Durch die angegebenen mathematischen Operationen entsteht für die Bindungsreaktion die eingeführte Formulierung des MWGs:
{\displaystyle {\frac {[E][S]}{[ES]}}={\frac {k_{-1}}{k_{1}}}=K_{\mathrm {d} }.\quad } (2)
Da die (nach Standard im Zähler notierten) Reaktionsprodukte aus einer Dissoziation des Enzym-Substrat-Komplexes hervorgehen, wird die Gleichgewichtskonstante {\displaystyle \textstyle K_{\mathrm {d} }} als Dissoziationskonstante bezeichnet.
Wie aus Gleichung (2) hervorgeht, hat {\displaystyle \textstyle K_{\mathrm {d} }} die Dimension einer Konzentration. Für die Substratkonzentration {\displaystyle \textstyle [S]=K_{\mathrm {d} }} ist die Hälfte aller Enzymmoleküle an Substrat gebunden, die andere Hälfte ist frei; dies wird als Halbsättigung des Enzyms bezeichnet. (Die Weiterreaktion {\displaystyle \textstyle ES\longrightarrow E+P} bleibt zunächst außer Betracht.)
| Rechnung hierzu |
| {\displaystyle K_{\mathrm {d} }={\frac {[E][S]}{[ES]}};\quad }(2) Einsetzen von {\displaystyle K_{\mathrm {d} }=[S]\neq 0}: {\displaystyle [S]={\frac {[E][S]}{[ES]}};\quad \mid \cdot [ES]\quad \mid :[S]\neq 0} {\displaystyle [ES]=[E]}, wie behauptet. |

{\displaystyle \textstyle K_{\mathrm {d} }} ist umgekehrt proportional zur Affinität des Enzymes für das Substrat: Je besser das Enzym das Substrat bindet, umso niedriger ist die für eine Halbsättigung des Enzyms erforderliche Substratkonzentration.
Zur Beschreibung eines Reaktionsgleichgewichts der Reaktion (1) insgesamt hat die Gleichheit der Geschwindigkeiten von Hin- und Rückreaktion die Form:
{\displaystyle k_{1}[E][S]=k_{-1}[ES]+k_{cat}[ES]=(k_{-1}+k_{cat})[ES];\quad \mid :[ES]\quad \mid :k_{1}}
hierbei ist {\displaystyle k_{cat}} die Geschwindigkeitskonstante der (als nicht umkehrbar vorausgesetzten) Reaktion {\displaystyle \textstyle ES\longrightarrow E+P}. Durch die angegebenen mathematischen Operationen entsteht für die Reaktion (1) die eingeführte Formulierung des MWGs:
{\displaystyle {\frac {[E][S]}{[ES]}}={\frac {k_{-1}+k_{cat}}{k_{1}}}=K_{m}.\quad }(3)
{\displaystyle K_{m}} heißt Michaelis-Menten-Konstante. Zur Beschreibung der Reaktionsgeschwindigkeit {\displaystyle v} der betrachteten Katalyse wird (für entsprechend geeignete Fälle) weiter vorausgesetzt:
- Die Konzentration {\displaystyle [E]_{t}} des insgesamt vorhandenen Enzyms ändert sich nicht und ist die Summe aus den Konzentrationen substratgebundenen und freien Enzyms, also {\displaystyle [E]_{t}=[E]+[ES]}.
- Die katalysierte Reaktion ist erster Ordnung, so dass ihre Geschwindigkeit zur Konzentration des Enzym-Substrat-Komplexes proportional ist, also {\displaystyle v=k_{cat}\cdot [ES]}.
- Eine maximale Reaktionsgeschwindigkeit {\displaystyle v_{\mathrm {max} }} wird als Rechengröße eingeführt. Diese entspricht dem fiktiven Fall, dass sämtliches vorhandenes Enzym als Enzym-Substrat-Komplex vorliegt, also {\displaystyle v_{\mathrm {max} }=k_{cat}\cdot [E]_{t}}.

Durch Einführung dieser Bedingungen lässt sich (3) in die Michaelis-Menten-Gleichung umformen, die {\displaystyle v} in Abhängigkeit von der Substratkonzentration {\displaystyle [S]} darstellt:
{\displaystyle v={\frac {v_{\mathrm {max} }\cdot [S]}{K_{m}+[S]}}\quad }
| Umformung |
| {\displaystyle {\frac {v}{v_{\mathrm {max} }}}={\frac {k_{cat}\cdot [ES]}{k_{cat}\cdot [E]_{t}}}={\frac {[ES]}{[E]_{t}}}={\frac {[ES]}{[E]+[ES]}};} um {\displaystyle \textstyle {\frac {[E][S]}{[ES]}}=K_{M}} in den Bruch einzuführen, wird dieser mit {\displaystyle \textstyle {[S] \over [ES]}} erweitert: {\displaystyle {\frac {v}{v_{\mathrm {max} }}}={\frac {[ES]}{[E]+[ES]}}={{[ES][S] \over [ES]} \over {[E][S] \over [ES]}+{[ES][S] \over [ES]}}\quad ={[S] \over K_{M}+[S]};\quad \mid \cdot v_{\mathrm {max} }} {\displaystyle v={\frac {v_{\mathrm {max} }\cdot [S]}{K_{m}+[S]}};\quad }Michaelis-Menten-Gleichung |

Der Graph dieser Gleichung ist Teil einer Hyperbel, die sich für zunehmende {\displaystyle [S]} der waagerechten Asymptote {\displaystyle v=v_{\mathrm {max} }} nähert.
| Rechnung zur Klassifikation des Graphen als Teil einer Hyperbel; Betrachtung der Asymptoten |
| A. Da {\displaystyle v_{\mathrm {max} }} und {\displaystyle K_{m}} Konstanten sind, ist die Funktion {\displaystyle v=f_{1}([S])={\frac {v_{\mathrm {max} }\cdot K_{m}}{[S]}};\quad [S]\in \mathbb {R} } eine Hyperbel mit der waagerechten Asymptote {\displaystyle v=0} für {\displaystyle [S]\to \pm \infty } und der senkrechten Asymptote {\displaystyle [S]=0} für {\displaystyle [S]\to 0}. - Verschiebung um {\displaystyle -K_{m}} in {\displaystyle [S]}-Richtung ergibt: {\displaystyle v=f_{2}([S])={\frac {v_{\mathrm {max} }\cdot K_{m}}{[S]-(-K_{m})}}={\frac {v_{\mathrm {max} }\cdot K_{m}}{K_{m}+[S]}}} - (Nachfolgende) Spiegelung an der [S]-Achse ergibt: {\displaystyle v=f_{3}([S])=-{\frac {v_{\mathrm {max} }\cdot K_{m}}{K_{m}+[S]}}} - (Nachfolgende) Verschiebung um {\displaystyle +v_{\mathrm {max} }} in {\displaystyle v}-Richtung ergibt: {\displaystyle v=f_{4}([S])\quad =v_{\mathrm {max} }-{\frac {v_{\mathrm {max} }\cdot K_{m}}{K_{m}+[S]}}\quad =v_{\mathrm {max} }\cdot (1-{\frac {K_{m}}{K_{m}+[S]}})\quad =v_{\mathrm {max} }\cdot {\frac {K_{m}+[S]-K_{m}}{K_{m}+[S]}}\quad ={\frac {v_{\mathrm {max} }\cdot [S]}{K_{m}+[S]}};} da {\displaystyle f_{4}([S])} durch eine Verkettung von Kongruenzabbildungen aus {\displaystyle f_{1}([S])} erzeugt werden kann, ist {\displaystyle f_{4}([S])} ebenfalls eine Hyperbel. Der Graph der Michaelis-Menton-Gleichung ist die Teilmenge von {\displaystyle f_{4}([S])}, für die {\displaystyle [S]\geq 0} ist. B. Die beiden zuerst genannten Kongruenzabbildungen ändern nichts an der waagerechten Asymptote der Hyperbel, die letztgenannte verschiebt sie um {\displaystyle +v_{\mathrm {max} }} in {\displaystyle v}-Richtung. Also hat {\displaystyle f_{4}([S])} die Asymptote {\displaystyle v=v_{\mathrm {max} }} für {\displaystyle [S]\to \pm \infty }; der in {\displaystyle f_{4}([S])} enthaltenen Graphen der Michaelis-Menton-Gleichung strebt für {\displaystyle [S]\to +\infty } gegen diese Asymptote. Die zuerst genannte Kongruenzabbildungen verschiebt die senkrechte Asymptote der Hyperbel um {\displaystyle -K_{M}} in {\displaystyle v}-Richtung, die beiden letztgenannten ändern nichts an ihr. Also hat {\displaystyle f_{4}([S])} die Asymptote {\displaystyle [S]=-K_{M}} für {\displaystyle [S]\to -K_{M}}. |

Wie aus Gleichung (3) hervorgeht, hat auch {\displaystyle \textstyle K_{m}} die Dimension einer Konzentration. Für die Substratkonzentration {\displaystyle \textstyle [S]=K_{m}}ist {\displaystyle \textstyle v={\frac {v_{\mathrm {max} }}{2}}}.
| Rechnung hierzu |
| Einsetzen von {\displaystyle K_{m}=[S]} in die Michaelis-Menton-Gleichung: {\displaystyle \ v={v_{\mathrm {max} }\cdot [S] \over [S]+[S]}={v_{\mathrm {max} }\cdot [S] \over 2\cdot [S]}={\frac {v_{\mathrm {max} }}{2}}}. |

Zur Bestimmung von {\displaystyle v_{\text{max}}} und {\displaystyle K_{m}} aus Messreihen von {\displaystyle v} und {\displaystyle [S]} dienen computergestützte Verfahren wie die nichtlineare Regressionsanalyse (Simplex- oder Levenberg-Marquardt-Verfahren). Graphische Extrapolationsverfahren (Linearisierungen) wie etwa die doppelt-reziproke Auftragung nach Lineweaver und Burk sollten dafür nicht verwendet werden, da sie zu ungenau sind. Sie eignet sich jedoch sehr gut zur Präsentation der Ergebnisse enzymkinetischer Versuche.

## Theorie für Enzyme mit mehreren Substratbindungsstellen

### Die Hill-Gleichung und ihre Herleitung aus dem Massenwirkungsgesetz
Die Hill-Gleichung wurde ursprünglich von Archibald Vivian Hill eingeführt, um die Sauerstoffbindung an Hämoglobin in Abhängigkeit von verschiedenen Sauerstoffkonzentrationen mathematisch zu beschreiben. Die hier beschriebene Hill-Gleichung ist eine andere als die Hill-Gleichung zur Beschreibung der Muskelkontraktion, an deren Erstellung der gleiche Autor beteiligt war.
Obwohl die Bindung von Sauerstoff an Hämoglobin kein katalytischer Vorgang ist, lässt sich mit einer Hill-Gleichung auch die Kinetik enzymatischer Katalysen beschreiben, insbesondere auch solcher, deren Kinetik sich nicht mit einer Michaelis-Menten-Gleichung beschreiben lässt. Hier folgt eine Herleitung der Hill-Gleichung aus dem Massenwirkungsgesetz, die die Analogie zur Herleitung der Michaelis-Menten-Gleichung hervorhebt. Entsprechend bedeutet die Variable {\displaystyle n} die Anzahl der Bindungsstellen, die ein Molekül Enzym für je ein Molekül Substrat bereithält, und ist damit eine positive natürliche Zahl. Die experimentell gefundenen Werte von {\displaystyle n} weichen hiervon ab (s. u. "Der empirische Hill-Koeffizienten {\displaystyle n_{H}} als Maß der Kooperativität von Enzymen").
Die Bindung von {\displaystyle n} Molekülen Substrat an ein Enzym lässt sich modellieren mit:
{\displaystyle {\begin{aligned}E+nS{\underset {k_{-1}'}{\overset {k_{1}'}{\begin{smallmatrix}\displaystyle \longrightarrow \\\displaystyle \longleftarrow \end{smallmatrix}}}}ES_{n}\end{aligned}}} {\displaystyle \quad }(1')
Wie in Gleichung (1) sind {\displaystyle k_{1}',k_{-1}'} Geschwindigkeitskonstanten, die bei der kinetischen Herleitung des Massenwirkungsgesetzes (MWG) verwendet werden. Zur Beschreibung eines Reaktionsgleichgewichts der Bindungsreaktion hat die Gleichheit der Geschwindigkeiten von Hin- und Rückreaktion die Form:
{\displaystyle k_{1}'[E][S]^{n}=k_{-1}'[ES_{n}];\quad \mid :[ES_{n}]\quad \mid :k_{1}'\quad }
hierbei ist {\displaystyle [E]} die Konzentration freien Enzyms, {\displaystyle [S]} die Substratkonzentration, {\displaystyle [ES_{n}]} die Konzentration der Enzym-Substrat-Komplexe mit {\displaystyle n} Molekülen Substrat. Der Exponent {\displaystyle n} heißt Hill-Koeffizient. Durch die angegebenen mathematischen Operationen entsteht für die Bindungsreaktion die eingeführte Formulierung des MWGs:
{\displaystyle {\frac {[E][S]^{n}}{[ES_{n}]}}={k_{-1}' \over k_{1}'}=K_{\mathrm {D} }.\quad } (2')
Analog der Dissoziationskonstante {\displaystyle K_{d}} in Gleichung (2) heißt {\displaystyle K_{D}} scheinbare Dissoziationskonstante. Das Adjektiv "scheinbar" trägt der Tatsache Rechnung, dass die experimentell gemessenen Werte für {\displaystyle n} von den nach diesem Modell zu erwartenden abweichen.
Wie aus Gleichung (2') hervorgeht, hat die (neu einzuführende) Konstante
{\displaystyle K_{A}=K{_{\mathrm {D} }}^{1 \over n}\Leftrightarrow K{_{A}}^{n}=K_{\mathrm {D} }\quad }(3')
die Dimension einer Konzentration. Für die Substratkonzentration {\displaystyle \textstyle [S]=K_{A}} ist die Hälfte aller Enzymmoleküle an Substrat gebunden, die andere Hälfte ist frei; dies wird als Halbsättigung des Enzyms bezeichnet.
| Rechnung |
| Gleichsetzen der Gleichungen (2') und (3') ergibt: {\displaystyle {\frac {[E][S]^{n}}{[ES_{n}]}}=\quad K_{\mathrm {D} }=\quad K{_{A}}^{n}\quad } Einsetzen von {\displaystyle K_{A}=[S]}: {\displaystyle [S]^{n}={\frac {[E][S]^{n}}{[ES_{n}]}};\quad \mid \cdot [ES_{n}]\quad \mid :[S]^{n}\neq 0} {\displaystyle [ES_{n}]=[E]}, wie behauptet. |

{\displaystyle \textstyle K_{A}} wird daher als Halbsättigungskonstante bezeichnet und auch {\displaystyle \textstyle K_{50}} (für „50%“) geschrieben. {\displaystyle K_{A}} ist (wie die Konstante {\displaystyle \textstyle K_{\mathrm {d} }} der Michaelis-Menten-Gleichung) umgekehrt proportional zur Affinität des Enzymes für das Substrat: Je besser das Enzym das Substrat bindet, umso niedriger ist die für eine Halbsättigung des Enzyms erforderliche Substratkonzentration.
Wenn weiter vorausgesetzt wird,
- dass sich die Konzentration {\displaystyle [E]_{t}} des insgesamt vorhandenen Enzyms nicht ändert und die Summe aus den Konzentrationen substratgebundenen und freien Enzyms ist, also {\displaystyle [E]_{t}=[E]+[ES_{n}]},

dann ist der Anteil {\displaystyle \theta } substratgebundenen Enzyms an insgesamt vorhandenem mit Gleichung (2'):
{\displaystyle \theta ={[ES_{n}] \over [E]_{t}}={[S]^{n} \over K_{D}+[S]^{n}};\quad }Hill-Gleichung
| Rechnung |
| {\displaystyle \theta ={[ES_{n}] \over [E]_{t}}={[ES_{n}] \over [E]+[ES_{n}]};} um {\displaystyle \textstyle {\frac {[E][S]^{n}}{[ES_{n}]}}=K_{\mathrm {D} }} in den Bruch einzuführen, wird dieser mit {\displaystyle \textstyle {[S]^{n} \over [ES_{n}]}} erweitert: {\displaystyle \theta ={[ES_{n}] \over [E]+[ES_{n}]}={{[ES_{n}][S]^{n} \over [ES_{n}]} \over {[E][S]^{n} \over [ES_{n}]}+{[ES_{n}][S]^{n} \over [ES_{n}]}}\quad ={[S]^{n} \over K_{\mathrm {D} }+[S]^{n}};\quad }Hill-Gleichung |

Um mit der Hill-Gleichung die Reaktionsgeschwindigkeit {\displaystyle v} der Katalyse durch ein Enzym mit mehreren Bindungsstellen zu beschreiben, ist hinreichend, weiter vorauszusetzen:
- Eine maximale Reaktionsgeschwindigkeit {\displaystyle v_{\mathrm {max} }} wird als Rechengröße eingeführt. Diese entspricht dem fiktiven Fall, dass sämtliches vorhandene Enzym als Enzym-Substrat-Komplex vorliegt, also {\displaystyle \theta =1}.
- {\displaystyle v\leq v_{\mathrm {max} }} ist zum Anteil {\displaystyle \theta } substratgebundenen Enzyms an insgesamt vorhandenem proportional.

Dann hat die Proportionalität die Form
{\displaystyle {\frac {v}{v_{\text{max}}}}=\theta ;\quad }(4)
| Rechnung |
| Wegen der vorausgesetzten Proportionalität von {\displaystyle v} und {\displaystyle v_{\text{max}}} zu {\displaystyle \theta } existiert ein Proportionalitätsfaktor {\displaystyle k} so, dass: {\displaystyle v=k\cdot \theta \quad } und {\displaystyle \quad v_{\text{max}}=k\cdot 1} Damit ist das Verhältnis von {\displaystyle v} zu {\displaystyle v_{\text{max}}}: {\displaystyle {\frac {v}{v_{\mathrm {max} }}}={\frac {k\cdot \theta }{k\cdot 1}}=\theta \quad }(4) |

Gleichsetzen mit der Hill-Gleichung ergibt eine Gleichung, die {\displaystyle v} in Abhängigkeit von der {\displaystyle n}-ten Potenz {\displaystyle [S]^{n}} der Substratkonzentration darstellt:
{\displaystyle v={\frac {v_{\text{max}}\cdot [S]^{n}}{K_{D}+[S]^{n}}};\quad } (5)
| Rechnung |
| Gleichsetzen von Gleichung (4) mit der Hill-Gleichung ergibt: {\displaystyle {\frac {v}{v_{\text{max}}}}=\theta ={[S]^{n} \over K_{D}+[S]^{n}};\quad \mid \cdot v_{\text{max}}} {\displaystyle v={v_{\text{max}}\cdot [S]^{n} \over K_{D}+[S]^{n}}\quad } (5) |

Die Herleitung der Gleichung (5) ist der Herleitung der Michaelis-Menten-Gleichung größtenteils analog. Unterschiede sind:
- Die Geschwindigkeitskonstante {\displaystyle k_{cat}} der katalysierten Reaktion wird nicht in die Herleitung von Gleichung (5) einbezogen: {\displaystyle K_{D}} hängt im Gegensatz zu {\displaystyle K_{M}} formal nicht von {\displaystyle k_{cat}} ab.
- Die Ordnung der katalysierten Reaktion wird bei der Herleitung von (5) nicht explizit betrachtet.

Statt der beiden letztgenannten Voraussetzungen geht die in Gleichung (4) formulierte Proportionalität in die Herleitung ein; ein abstrakter Proportionalitätsfaktor {\displaystyle k} tritt an die Stelle von {\displaystyle k_{cat}}.

### Weitere Darstellung für θ und fürv. Die Sättigungsfunktion
In der Hill-Gleichung ist {\displaystyle \theta } von {\displaystyle n} und von {\displaystyle K_{D}} abhängig, {\displaystyle K_{D}} selbst aber auch von {\displaystyle n} (siehe Gleichung (2')). Das Verhalten der Gleichung in Abhängigkeit von {\displaystyle n} ist einheitlicher darstellbar (s. u. halblogarithmisch aufgetragene Graphen), wenn {\displaystyle K_{D}} durch {\displaystyle K_{A}} ersetzt wird:
{\displaystyle \theta ={[S]^{n} \over K_{D}+[S]^{n}}={1 \over 1+({K_{A} \over [S]})^{n}};\quad } (6)
| Umformung |
| Einsetzen von (3'): {\displaystyle K{_{A}}^{n}=K_{\mathrm {D} }} in die Hill-Gleichung ergibt: {\displaystyle \theta ={[S]^{n} \over [S]^{n}+K{_{A}}^{n}};\quad } mit {\displaystyle \textstyle {1 \over [S]^{n}}} erweitern und {\displaystyle \textstyle {[S]^{n} \over [S]^{n}}} im Zähler und Nenner kürzen: {\displaystyle \theta ={1 \over 1+({K_{A} \over [S]})^{n}};\quad } (6) |

Gleichsetzen der Gleichungen (4) und (6) ergibt eine Darstellung von {\displaystyle v}, die {\displaystyle K_{D}} ebenfalls nicht mehr enthält:
{\displaystyle v={v_{\mathrm {max} } \over 1+({K_{A} \over [S]})^{n}};\quad } (7)
| Rechnung |
| Gleichsetzen der Gleichungen (4) und (6) ergibt: {\displaystyle {v \over v_{\mathrm {max} }}=\theta ={1 \over 1+({K_{A} \over [S]})^{n}};\quad \mid \cdot v_{\mathrm {max} }} {\displaystyle v={v_{\mathrm {max} } \over 1+({K_{A} \over [S]})^{n}};\quad } (7) |

Wenn an ein Molekül Enzym {\displaystyle n} Moleküle Substrat gebunden sind und die Konzentration der Enzym-Substrat-Komplexe {\displaystyle [ES_{n}]} ist, so ist die Konzentration des gebundenen Substrats {\displaystyle n\cdot [ES_{n}]}. Als Sättigungsfunktion {\displaystyle r} wird das Verhältnis der Konzentration gebundenen Substrats zur Konzentration des insgesamt vorhandenen Enzyms bezeichnet:
{\displaystyle r={n\cdot [ES_{n}] \over [E]_{t}}}
Der Zusammenhang zur Hill-Gleichung ist wegen {\displaystyle \textstyle \theta ={[ES_{n}] \over [E]_{t}}} gegeben mit
{\displaystyle r=n\cdot \theta .\quad } (8)

### Der empirische Hill-KoeffizientennHals Maß der Kooperativität von Enzymen
Gemäß Herleitung der Hill-Gleichung aus dem Massenwirkungsgesetz (s. o.) ist der Hill-Koeffizient {\displaystyle \textstyle n} die Anzahl der Bindungsstellen eines Enzyms und daher eine natürliche Zahl. (Genau) für {\displaystyle \textstyle n=1} sind die Konstanten {\displaystyle \textstyle K_{D}} und {\displaystyle \textstyle K_{A}=K{_{D}}^{1 \over n}} gleich. Auch sind genau für {\displaystyle n=1} die Gleichungen (5) und (7) einer Michaelis-Menten-Gleichung äquivalent, indem die Konstante {\displaystyle \textstyle K_{D}=K_{A}} als Michaelis-Menten-Konstante {\displaystyle \textstyle K_{M}} aufgefasst wird.
| Rechnung für Gleichung (7) |
| {\displaystyle v={v_{\mathrm {max} } \over 1+({K_{A} \over [S]})^{n}};\quad } (7) {\displaystyle n=1} einsetzen und mit {\displaystyle [S]} erweitern: {\displaystyle v={v_{\mathrm {max} }\cdot [S] \over [S]+{K_{A}\cdot [S] \over [S]}};} mit {\displaystyle K_{A}=K_{M}}: {\displaystyle v={v_{\mathrm {max} }\cdot [S] \over [S]+K_{M}};\quad } Michaelis-Menten-Gleichung |

Zur Unterscheidung von {\displaystyle n} wird mit der Variable {\displaystyle n_{H}} derjenige Hill-Koeffizient bezeichnet, für den die Hill-Gleichung die Kinetik eines solchen Enzyms empirisch am besten beschreibt. {\displaystyle n_{H}} ist in der Regel kleiner als {\displaystyle n} und keine natürliche Zahl. Die Theorie der Hill-Gleichung ist bei Verwendung von {\displaystyle n_{H}} nur dann mathematisch konsistent, wenn {\displaystyle n} in allen zur Beschreibung der Kinetik verwendeten Gleichungen durch {\displaystyle n_{H}} ersetzt wird.{\displaystyle \quad \quad } (9)
In Folgenden seien die Konstanten {\displaystyle K_{A}} und {\displaystyle v_{\mathrm {max} }} in allen zu vergleichenden Situationen der jeweils betrachteten Enzyme gleich. {\displaystyle \mathrm {-} } Der Unterschied zwischen {\displaystyle n_{H}} und {\displaystyle n} wird dadurch erklärt, dass Enzyme mit mehreren Substratbindungsstellen aus mehreren Untereinheiten bestehen, die jeweils eine Bindungsstelle tragen und demzufolge für sich betrachtet mit {\displaystyle n_{H}=1} und also einer Michaelis-Menten-Gleichung beschrieben werden können.
Ein als positive Kooperativität bezeichnetes Zusammenwirken der Untereinheiten kann aber auch bewirken, dass ein solches Enzym bei einer vorgegebenen Substratkonzentration {\displaystyle [S]} schneller reagiert, als gemäß einer Michaelis-Menten-Gleichung (mit {\displaystyle K_{M}=K_{A}}) zu erwarten wäre. Eine Hill-Gleichung beschreibt für Konzentrationen {\displaystyle [S]>K_{A}} genau dann positive Kooperativität, wenn {\displaystyle n_{H}>1} ist. Weiter reagiert ein Enzym bei positiver Kooperativität bei einer vorgegebenen Substratkonzentrationen {\displaystyle [S]>K_{A}} umso schneller, je größer {\displaystyle n_{H}} ist. Logische Obergrenze für {\displaystyle n_{H}} ist (die Anzahl der Bindungsstellen) {\displaystyle n}.
Ganz entsprechend kann ein als negative Kooperativität bezeichnetes Zusammenwirken von Untereinheiten eines Enzyms bewirken, dass jenes bei einer vorgegebenen Substratkonzentration {\displaystyle [S]} langsamer reagiert, als gemäß einer Michaelis-Menten-Gleichung (mit {\displaystyle K_{M}=K_{A}}) zu erwarten wäre. Eine Hill-Gleichung beschreibt für Konzentrationen {\displaystyle [S]>K_{A}} genau dann negative Kooperativität, wenn {\displaystyle n_{H}<1} ist, und bei einer vorgegebenen Substratkonzentrationen {\displaystyle [S]>K_{A}} reagiert ein Enzym bei negativer Kooperativität umso langsamer, je kleiner {\displaystyle n_{H}} ist.
| Beweis |
| Die folgende Ungleichung (i) verwendet Gleichung (7) zur Berechnung der Geschwindigkeiten zweier Enzyme, deren Situationen sich ausschließlich im Hill-Koeffizienten {\displaystyle n_{H}} bzw. {\displaystyle n{_{H}}'} unterscheiden. Die folgenden Äquivalenzumformungen führen (i) auf die im Text genannten Bedingungen zurück. {\displaystyle {v_{\mathrm {max} } \over 1+({K_{A} \over [S]})^{n_{H}}}>{v_{\mathrm {max} } \over 1+({K_{A} \over [S]})^{n{_{H}}'}};\quad }(i) der übersichtlicheren Schreibweise dient die Substitution {\displaystyle \textstyle q:={K_{A} \over [S]}}. Nach (notwendiger) zusätzlicher Voraussetzung gilt {\displaystyle [S]>K_{A}\quad \mid :[S]>0\Rightarrow } {\displaystyle 1>{K_{A} \over [S]}=q>0,\quad } (ii) denn für die Überlegung kann {\displaystyle K_{A},[S]>0} vorausgesetzt werden. Einsetzen ergibt: {\displaystyle {v_{\mathrm {max} } \over 1+q^{n_{H}}}>{v_{\mathrm {max} } \over 1+q^{n{_{H}}'}};\quad \mid :v_{\mathrm {max} }>0} {\displaystyle {1 \over 1+q^{n_{H}}}>{1 \over 1+q^{n{_{H}}'}};\quad \mid }positive Brüche stürzen {\displaystyle 1+q^{n_{H}}<1+q^{n{_{H}}'};\quad \quad \mid -1\quad \mid :q^{n{_{H}}'}>0} {\displaystyle q^{n_{H}-n{_{H}}'}<1;\quad \quad \quad \quad \mid \log } zu einer wählbaren Basis; mit der Rechenregel für den Logarithmus einer Potenz: {\displaystyle (n_{H}-n{_{H}}')\cdot \log {q}<0;\quad \mid :\log {q}<0} wegen {\displaystyle 0<q<1} nach (ii) {\displaystyle n_{H}-n{_{H}}'>0\quad \Leftrightarrow \quad n_{H}>n{_{H}}'} - Für {\displaystyle n{_{H}}'=1} ist die rechte Seite von (i) dem Funktionsterm eine Michaelis-Menten-Gleichung äquivalent (s. o. "Rechnung zu Gleichung (7)"). Daher zeigt Betrachtung von {\displaystyle n{_{H}}'=1}, dass {\displaystyle n_{H}>1} in einer Hill-Gleichung für {\displaystyle [S]>K_{A}} positive Kooperativität beschreibt, wie behauptet. - Betrachtung beliebiger Paare {\displaystyle n_{H}>n{_{H}}'>1} zeigt, dass von zwei (vergleichbaren) Enzymen, die positive Kooperativität zeigen, dasjenige mit größerem Hill-Koeffizienten für {\displaystyle [S]>K_{A}} schneller reagiert, wie behauptet. - Für {\displaystyle n_{H}=1} ist die linke Seite von (i) dem Funktionsterm eine Michaelis-Menten-Gleichung äquivalent (s. o. "Rechnung zu Gleichung (7)"). Daher zeigt Betrachtung von {\displaystyle n_{H}=1}, dass {\displaystyle n{_{H}}'<1} in einer Hill-Gleichung für {\displaystyle [S]>K_{A}} negative Kooperativität beschreibt, wie behauptet. - Betrachtung beliebiger Paare {\displaystyle 1>n_{H}>n{_{H}}'} zeigt, dass von zwei (vergleichbaren) Enzymen, die negative Kooperativität zeigen, dasjenige mit kleinerem Hill-Koeffizienten für {\displaystyle [S]>K_{A}} langsamer reagiert, wie behauptet. |

Ein Enzym mit mehreren Bindungsstellen, bei dem ein solches Zusammenwirken der Untereinheiten nicht zu beobachten ist, heißt nicht kooperativ.
Kooperativität ist nicht nur für Enzyme beschrieben, sondern auch für Nicht-Enzym-Proteine, an die mehrere andere Moleküle binden (s. o. Herleitung der Hill-Gleichung). Für die koordinative Bindung von Sauerstoff an Hämoglobin, das aus {\displaystyle n=4} je ein Sauerstoffmolekül bindenden Untereinheiten besteht, wurde ein Hill-Koeffizient {\displaystyle n_{H}} von 2,8 bestimmt.

### Berechnung vonnH
Sind die Substratkonzentrationen {\displaystyle [S]=\mathrm {EC_{10}} } bzw. {\displaystyle [S]=\mathrm {EC_{90}} } bekannt, bei denen ein Enzym mit 10 % bzw. 90 % seiner Maximalgeschwindigkeit {\displaystyle v_{\mathrm {max} }} reagiert, so lässt sich sein empirischer Hill-Koeffizient {\displaystyle n_{H}} bestimmen:
{\displaystyle n_{H}=\mathrm {\frac {\log(81)}{\log(EC_{90}/EC_{10})}} }
Verallgemeinerung: Sind zwei beliebige verschiedene Substratkonzentrationen {\displaystyle EC_{P}} bzw. {\displaystyle EC_{Q}} bekannt, bei denen ein Enzym mit 0%< P% <100% bzw. 0%< Q% <100% seiner Maximalgeschwindigkeit {\displaystyle v_{\mathrm {max} }} reagiert, so ist sein empirischer Hill-Koeffizient {\displaystyle n_{H}} durch den folgenden Quotienten gegeben:
{\displaystyle n_{H}={\bigg (}\log {\Big (}{100\cdot P-P\cdot Q \over 100\cdot Q-P\cdot Q}{\Big )}{\bigg )}:{\bigg (}\log {\Big (}{EC_{P} \over EC_{Q}}{\Big )}{\bigg )}}
| Herleitung |
| A. Mit Überlegung (9) ist bei Betrachtung des empirischen Hill-Koeffizienten {\displaystyle n} in Gleichung (6) durch {\displaystyle n_{H}} zu ersetzen. Die folgenden Umformungen lösen die entstehende Gleichung nach {\displaystyle [S]^{n_{H}}} auf: {\displaystyle \theta ={1 \over 1+({K_{A} \over [S]})^{n_{H}}};\quad \quad \mid }Übergang zur reziproken Zahl {\displaystyle \quad \mid -1} {\displaystyle {1 \over \theta }-1={1-\theta \over \theta }={{K_{A}}^{n_{H}} \over [S]^{n_{H}}};\quad \mid }Brüche stürzen {\displaystyle \quad \mid \cdot {K_{A}}^{n_{H}}} {\displaystyle {{K_{A}}^{n_{H}}\cdot \theta \over 1-\theta }=[S]^{n_{H}};\quad }(i) B. Mit Gleichung (4): {\displaystyle {\frac {v}{v_{\mathrm {max} }}}=\theta ;} ist {\displaystyle \theta } außer durch die Hill-Gleichung auch durch den Anteil der gemessenen Reaktionsgeschwindigkeit {\displaystyle v} an der Maximalgeschwindigkeit {\displaystyle v_{\mathrm {max} }} gegeben; dieser Anteil kann als Prozentsatz oder als Dezimalzahl angegeben sein. - Einsetzen von {\displaystyle \theta =90\%=0{,}9} für {\displaystyle [S]=\mathrm {EC_{90}} } bzw. von {\displaystyle \theta =10\%=0{,}1} für {\displaystyle [S]=\mathrm {EC_{10}} } in (i) ergibt: {\displaystyle {{K_{A}}^{n_{H}}\cdot 0{,}9 \over 1-0{,}9}={K_{A}}^{n_{H}}\cdot 9=\mathrm {EC_{90}} ^{n_{H}}\quad }(ii) {\displaystyle {{K_{A}}^{n_{H}}\cdot 0{,}1 \over 1-0{,}1}={{K_{A}}^{n_{H}}\cdot {1 \over 9}}=\mathrm {EC_{10}} ^{n_{H}}\quad }(iii) C. (ii) und (iii) ergeben die Proportionalität: {\displaystyle {\Big (}{\mathrm {EC_{90}} \over \mathrm {EC_{10}} }{\Big )}^{n_{H}}={\mathrm {EC_{90}} ^{n_{H}} \over \mathrm {EC_{10}} ^{n_{H}}}={{K_{A}}^{n_{H}}\cdot 9 \over {{K_{A}}^{n_{H}}\cdot {1 \over 9}}}=81;} Mit einem Logarithmus zu einer wählbaren Basis und der Rechenregel für den Logarithmus einer Potenz: {\displaystyle n_{H}\cdot \log {\Big (}{\mathrm {EC_{90}} \over \mathrm {EC_{10}} }{\Big )}=\log 81;\quad \mid :\log {\Big (}{\mathrm {EC_{90}} \over \mathrm {EC_{10}} }{\Big )}>0,\quad }da {\displaystyle \mathrm {EC_{90}} >\mathrm {EC_{10}} } {\displaystyle n_{H}={\log 81 \over \log {\Big (}{\mathrm {EC_{90}} \over \mathrm {EC_{10}} }{\Big )}},\quad } wie angegeben. D. Verallgemeinerung: Für zwei beliebige verschiedene Anteile {\displaystyle 0<p<1} bzw. {\displaystyle 0<q<1} von {\displaystyle \theta } und den zugehörigen Substratkonzentrationen {\displaystyle [S]=EC_{P=100p}} bzw. {\displaystyle [S]=EC_{Q=100q}} ergibt der gleiche Rechenweg: {\displaystyle {{K_{A}}^{n_{H}}\cdot p \over 1-p}={EC_{P}}^{n_{H}}\quad }(ii') {\displaystyle {{K_{A}}^{n_{H}}\cdot q \over 1-q}={EC_{Q}}^{n_{H}}\quad }(iii') {\displaystyle n_{H}\cdot \log {\Big (}{EC_{P} \over EC_{Q}}{\Big )}=\log {{{K_{A}}^{n_{H}}\cdot p \over 1-p} \over {{K_{A}}^{n_{H}}\cdot q \over 1-q}}=\log {\Big (}{p(1-q) \over (1-p)q}{\Big )}=\log {\Big (}{p-pq \over q-pq}{\Big )}=\log {\Big (}{100\cdot P-P\cdot Q \over 100\cdot Q-P\cdot Q}{\Big )},} wobei der Bruch im letzten Schritt mit {\displaystyle 100^{2}} erweitert wurde; mit Division durch den (nach Konstruktion von null verschiedenen) Faktor {\displaystyle \textstyle \log {\Big (}{EC_{P} \over EC_{Q}}{\Big )}} folgt die angegebene Formel. |

## Nicht linearisierte Graphen

### Direkt-lineare Auftragung einer Enzymkinetik nach Michaelis-Menten

Direkt-lineare Auftragung

Enzymkinetische Parameter lassen sich bequem und präzise direkt aus einer Sättigungshyperbel gemäß der Abbildung herleiten („direkt-lineare Auftragung“ auch „Cornish-Bowden-Diagramm“ genannt). In dieser Hyperbel ist die enzymatische Umsatzgeschwindigkeit {\displaystyle v} (Ordinate) als Funktion der Substratkonzentration {\displaystyle [S]} (Abszisse) dargestellt.
Für die direkt-lineare Auftragung überträgt man die Anfangsgeschwindigkeiten des enzymatischen Umsatzes direkt in das {\displaystyle v}-{\displaystyle [S]}-Diagramm. Die {\displaystyle [S]}-Werte sind vor Versuchsbeginn bekannt (eingestellte Substratkonzentrationen); während der Versuchsreihe ist dann der Ordinatenwert für {\displaystyle v} (die Anfangsgeschwindigkeit) nachzutragen. Aus der maximalen Umsatzgeschwindigkeit {\displaystyle v_{\text{max}}} lässt sich die halbe maximale Umsatzgeschwindigkeit {\displaystyle {\tfrac {1}{2}}v_{\text{max}}} ableiten. Graphisch kann man daraus den Koordinatenwert für {\displaystyle K_{m}} ermitteln. Die katalytische Effizienz folgt übrigens aus der Steigung der Tangente an den Ursprung: {\displaystyle {\tfrac {v_{\text{max}}}{K_{m}}}}; daraus ergibt sich {\displaystyle {\tfrac {k_{cat}}{K_{m}}}}.
| Berechnung der Steigung der Tangente an den Ursprung |
| Die Funktionsgleichung der Hyperbel ist die Michaelis-Menten-Gleichung {\displaystyle v([S])=\quad {\frac {v_{\mathrm {max} }[S]}{K_{\mathrm {m} }+[S]}};} die Steigung {\displaystyle m_{t}} der Tangente an den Ursprung kann als Grenzwert einer Sekantensteigung aufgefasst werden, die durch einen Differenzenquotienten gegeben ist. Das ergibt bei Näherung von rechts: {\displaystyle m_{t}=\lim _{h\rightarrow 0,\,h>0}{\frac {v(0+h)-v(0)}{h}}=\quad } {\displaystyle \lim _{h\rightarrow 0,\,h>0}{v(h)-0 \over h}=\quad } {\displaystyle \lim _{h\rightarrow 0,\,h>0}{\frac {v_{\mathrm {max} }h}{(K_{\mathrm {m} }+h)\cdot h}}=\quad }{\displaystyle {\frac {v_{\mathrm {max} }}{K_{\mathrm {m} }}}.} Bemerkung: Der Standard-Weg über die Ableitung der Funktion {\displaystyle v([S])} nach Quotientenregel erfordert wegen der nur einseitige Differenzierbarkeit von {\displaystyle v([S])} an der Stelle {\displaystyle [S]=0} zusätzliche Überlegungen und ist zudem rechenaufwändiger. |

Die Fehlerbehandlung wird im direkt-linearen Plot weitgehend vereinfacht: Mittelwertsbildung gibt dann die wahrscheinlichen Werte für die Parameter {\displaystyle K_{m}} und {\displaystyle v_{\text{max}}}. Bei Inspektion der Streubreite der Messpunkte (nicht identisch mit deren Standardabweichung) können Ausreißer leicht identifiziert und sogenannte Mediane abgelesen werden.
An dieser Stelle sei erwähnt, dass alle (auch die nachfolgenden) Auswertungsverfahren nicht nur für Enzyme, sondern auch für die Bindungsvorgänge von Carriern oder Rezeptoren Gültigkeit haben. Historisch gesehen wurden all diese Methoden (Hanes und Eadie-Hofstee-Auftragung für Enzyme, Scatchard und Hill-Auftragungen für Carrier) ursprünglich von Woolf entwickelt.

### Direkt-linear aufgetragene Graphen einer Enzymkinetik nach Hill für unterschiedliche Werte vonnH
Die aus der Hill-Gleichung hergeleitete Gleichung (5) lässt sich als eine Funktion auffassen, die die empirisch gefundene Reaktionsgeschwindigkeit {\displaystyle v} abhängig von der Substratkonzentration {\displaystyle [S]} beschreibt. Nach Überlegung (9) ist bei der Formulierung der Funktion {\displaystyle n} durch {\displaystyle n_{H}} zu ersetzen:
{\displaystyle f([S])=v={v_{\mathrm {max} }\cdot [S]^{n_{H}} \over K_{D}+[S]^{n_{H}}}.}
f([S]) ist überall streng monoton steigend und nähert sich für zunehmende {\displaystyle [S]} der waagerechten Asymptote {\displaystyle v=v_{\mathrm {max} }}. Der Graph von f([S]) zeigt aber je nach Wert von {\displaystyle n_{H}} unterschiedliches Verhalten:
- Für {\displaystyle n_{H}=1} ist er Teil einer Hyperbel, da Gleichung (5) genau dann einer Michaelis-Menten-Gleichung äquivalent ist (s. o.).
- Für {\displaystyle n_{H}>1} hat er genau einen Wendepunkt bei {\displaystyle \textstyle [S]_{w}={\Big (}K_{D}\cdot {n_{H}-1 \over n_{H}+1}{\Big )}^{1 \over n_{H}}=K_{A}\cdot {\Big (}{n_{H}-1 \over n_{H}+1}{\Big )}^{1 \over n_{H}}}. Unter Mitberücksichtigung ihres Steigungsverhaltens ist {\displaystyle f([S])} daher in diesem Fall eine Sigmoidfunktion. Der Fall {\displaystyle n_{H}>1} lässt sich von den Fällen {\displaystyle n_{H}=1} und {\displaystyle n_{H}<1} durch bloße Betrachtung des Funktionsgraphen unterscheiden.
- Für {\displaystyle n_{H}<1} hat er keinen Wendepunkt und sieht einem Teil einer Hyperbel ähnlich. Ein solcher Graph heißt pseudohyperbol, weil sich der Fall {\displaystyle n_{H}<1} vom Fall {\displaystyle n_{H}=1} durch bloße Betrachtung des Graphen nicht unterscheiden lässt.

| Rechnerische Nachweise |
| Vorüberlegungen: - Für die vorgelegte Problemstellung kann {\displaystyle [S]\geq 0} (als Definitionsbereich von {\displaystyle f([S])}) sowie {\displaystyle v_{\mathrm {max} },K_{D},n_{H}>0} vorausgesetzt werden. (i) - Für beliebige {\displaystyle 0\neq a\in \mathbb {R} } sind Potenzfunktionen {\displaystyle [S]\rightarrow [S]^{a}}streng monoton, und ihre Werte durchlaufen für {\displaystyle [S]>0} sämtliche positiven reellen Zahlen. (ii) - Für beliebige {\displaystyle n_{H}\in \mathbb {R} } sind für {\displaystyle K_{D},[S]>0} die Potenzen {\displaystyle [S]^{n_{H}},[S]^{n_{H}-1},[S]^{n_{H}-2},(K_{D}+[S]^{n_{H}})^{2},(K_{D}+[S]^{n_{H}})^{3}>0}. (iii) A. Für beliebige {\displaystyle n_{H}>0\Leftrightarrow -n_{H}<0} ergibt die Konvergenz der Potenzfunktion: {\displaystyle \lim _{[S]\to \infty }{K_{D} \over [S]^{n_{H}}}=K_{D}\cdot \lim _{[S]\to \infty }[S]^{-n_{H}}=K_{D}\cdot 0=0;\quad }hieraus folgt für den Funktionsterms von {\displaystyle \textstyle f([S])} nach Erweitern um {\displaystyle \textstyle {1 \over [S]^{n_{H}}}}: {\displaystyle \lim _{[S]\to \infty }{v_{\mathrm {max} }\cdot [S]^{n_{H}} \over K_{D}+[S]^{n_{H}}}=\lim _{[S]\to \infty }{v_{\mathrm {max} }\cdot {[S]^{n_{H}} \over [S]^{n_{H}}} \over {K_{D} \over [S]^{n_{H}}}+{[S]^{n_{H}} \over [S]^{n_{H}}}}={v_{\mathrm {max} }\cdot 1 \over 0+1}=v_{\mathrm {max} },\quad } wie behauptet. B. Die Ableitung {\displaystyle f'([S])={v_{\mathrm {max} }\cdot K_{D}\cdot n_{H}\cdot [S]^{n_{H}-1} \over (K_{D}+[S]^{n_{H}})^{2}}} ist mit (i) und (iii) überall positiv für {\displaystyle [S]>0}, sodass {\displaystyle f([S])} für alle {\displaystyle [S]>0} streng monoton steigt. Zusätzliche Berücksichtigung von {\displaystyle f(0)=0} und {\displaystyle f([S]>0)>0} zeigt, dass {\displaystyle f([S])} im gesamten Definitionsbereich streng monoton steigt, wie behauptet. C. Die Wendepunkte von {\displaystyle f([S])} sind genau die Nullstellen mit Vorzeichenwechsel der zweiten Ableitung {\displaystyle f''([S])=v_{\mathrm {max} }\cdot K_{D}\cdot n_{H}\cdot [S]^{n_{H}-2}\cdot {K_{D}(n_{H}-1)-[S]^{n{_{H}}}(n_{H}+1) \over (K_{D}+[S]^{n_{H}})^{3}}=a([S])\cdot {b([S]) \over c([S])},\quad }wobei für die Hilfsfunktionen {\displaystyle a([S]),b([S]),c([S])} gilt: {\displaystyle a([S])=v_{\mathrm {max} }\cdot K_{D}\cdot n_{H}\cdot [S]^{n_{H}-2}>0\quad }für{\displaystyle \quad [S]>0\quad }nach (i) und (iii); {\displaystyle b([S])=K_{D}(n_{H}-1)-[S]^{n{_{H}}}(n_{H}+1)}; {\displaystyle c([S])=(K_{D}+[S]^{n_{H}})^{3}>0\quad }für{\displaystyle \quad [S]>0\quad }nach (iii). Da {\displaystyle f''([S])} für {\displaystyle [S]<0} nicht definiert ist, wechselt {\displaystyle f''([S])} in {\displaystyle [S]=0} nicht das Vorzeichen, und {\displaystyle f([S])} hat bei {\displaystyle [S]=0} keinen Wendepunkt. Außer {\displaystyle [S]>0} gilt für alle Wendepunkte: {\displaystyle f''([S])=0\quad \Leftrightarrow \quad b([S])=0\quad \Leftrightarrow \quad [S]^{n_{H}}=K_{D}\cdot {n_{H}-1 \over n_{H}+1}=:D.\quad } (iv) Mit (ii) hat Gleichung (iv) genau dann eine Lösung, wenn {\displaystyle D>0} ist, und dann genau eine (d. h. ihre Lösung {\displaystyle [S]=[S]_{w}} ist eindeutig, falls sie existiert). Mit {\displaystyle K_{D}>0} ist {\displaystyle D<0} für {\displaystyle n_{H}<1}, sodass keine Lösung von (iv) existiert und {\displaystyle f([S])} keinen Wendepunkt hat, wie behauptet. Mit {\displaystyle K_{D}>0} ist {\displaystyle D>0} für {\displaystyle n_{H}>1}, sodass dann genau eine Lösung {\displaystyle [S]_{w}=D^{1 \over n_{H}}={\Big (}K_{D}\cdot {n_{H}-1 \over n_{H}+1}{\Big )}^{1 \over n_{H}}=K_{A}\cdot {\Big (}{n_{H}-1 \over n_{H}+1}{\Big )}^{1 \over n_{H}}} von Gleichung (iv) existiert; {\displaystyle f([S])} hat bei {\displaystyle [S]_{w}>0} nach (ii) höchstens einen Wendepunkt. Zu zeigen bleibt, dass {\displaystyle f''([S])} in {\displaystyle [S]=[S]_{w}} das Vorzeichen wechselt. Da die Bestimmung der dritten Ableitung {\displaystyle f'''([S])} recht aufwendig ist, wird hier das Verhalten von {\displaystyle f''([S])} in einer Umgebung ihrer Nullstellen {\displaystyle [S]_{w}} untersucht. Für beliebige {\displaystyle 0<b,c\in \mathbb {R} } sind Potenzfunktionen {\displaystyle b\rightarrow b^{c}} streng monoton steigend. Also gilt für beliebige {\displaystyle \epsilon }, für die {\displaystyle [S]_{w}>\epsilon >0} ist: {\displaystyle ([S]_{w}-\epsilon )^{n{_{H}}}<{[S]_{w}}^{n{_{H}}}\quad \mid \cdot (-(n_{H}+1))<0\quad }(wegen {\displaystyle n_{H}>0>-1}) {\displaystyle -([S]_{w}-\epsilon )^{n{_{H}}}(n_{H}+1)>-{[S]_{w}}^{n{_{H}}}(n_{H}+1)\quad \mid +K_{D}(n_{H}-1)} {\displaystyle b([S]_{w}-\epsilon )>b([S]_{w})=0\quad \mid \cdot a([S]_{w}-\epsilon )>0\quad \mid :c([S]_{w}-\epsilon )>0} {\displaystyle f''([S]_{w}-\epsilon )>0}. Für eine geeignete {\displaystyle \epsilon }-Umgebung von {\displaystyle [S]_{w}} ist also {\displaystyle f''([S])>0} für alle {\displaystyle [S]\in U_{\epsilon }([S]_{w}),\quad [S]<[S]_{w}.\quad } (v) Mit {\displaystyle [S]_{w}+\epsilon >0} zeigen ausgehend von {\displaystyle ([S]_{w}+\epsilon )^{n{_{H}}}>[S_{w}]^{n{_{H}}}} die entsprechenden Umformungen, dass {\displaystyle f''([S])<0} für alle {\displaystyle [S]\in U_{\epsilon }([S]_{w}),\quad S>[S]_{w}\quad } ist. Letzteres zeigt zusammen mit (v) den Vorzeichenwechsel von {\displaystyle f''([S])} in {\displaystyle [S]=[S]_{w}}. |

### Halblogarithmisch aufgetragene Graphen einer Hill-Gleichung für unterschiedliche Werte vonnH

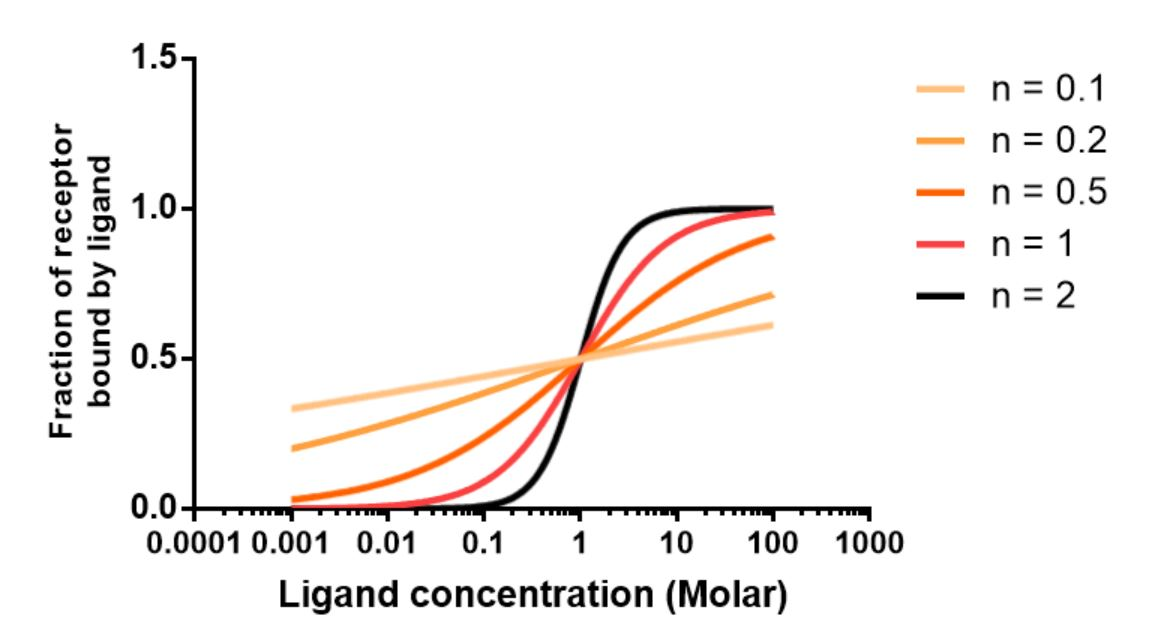
Einzelne Graphen der Hill-Gleichung. Die Interpretation der Achsen ist im Text angegeben. in der Zeichnung entspricht im Text. Die Abszisse gibt keine molaren Konzentrationen an, sondern das (dimensionslose) Verhältnis.

Im nebenstehenden Diagramm ist die Ordinate der Anteil {\displaystyle \theta } substratgebundenen Enzyms an insgesamt vorhandenem. Die Abszisse gibt das Verhältnis {\displaystyle \textstyle {[S] \over K_{A}}} an; sie ist logarithmisch geteilt. Bei Verwendung des dekadischen Logarithmus ist
- wegen {\displaystyle \lg(1)=0} der Punkt „1“ Nullpunkt der Abszisse und
- wegen {\displaystyle \lg(1)=0} und {\displaystyle \lg(10)=1} der Abstand zwischen den Punkten „1“ und „10“ Längeneinheit der Abszisse.

Für beliebiges {\displaystyle x\in \mathbb {R} } bezeichnet ein {\displaystyle x} Längeneinheiten vom Nullpunkt entfernter Punkt der Abszisse die Substratkonzentration {\displaystyle [S]=10^{x}\cdot K_{A}}, wobei der Faktor {\displaystyle 10^{x}} auf der Abszisse ablesbar ist. Jeder Graph des Diagramms zeigt eine Hill-Gleichung der Form (6):
{\displaystyle \theta ={1 \over 1+({K_{A} \over [S]})^{n_{H}}}}.
| Erläuterung |
| Jeder Graph des Diagramms zeigt eine Funktion {\displaystyle \theta ={1 \over 1+(10^{-x})^{n_{H}}}}, wie durch Betrachtung des Verhaltens dieser Funktion für {\displaystyle x=0} (am Nullpunkt "1" der Abszisse) und für {\displaystyle x\rightarrow \pm \infty } anschaulich wird. Einsetzen von {\displaystyle (\quad [S]=10^{x}\cdot K_{A}\Leftrightarrow \quad {[S] \over K_{A}}=10^{x}\Leftrightarrow \quad )\quad {K_{A} \over [S]}=10^{-x}} zeigt, dass jeder Graph auch eine Hill-Gleichung der Form (6) darstellt: {\displaystyle \theta ={1 \over 1+(10^{-x})^{n_{H}}}={1 \over 1+({K_{A} \over [S]})^{n_{H}}}}. |

Für je einen vorgegebene Hill-Koeffizienten {\displaystyle n_{H}} ist im Diagramm der Graph der Hill-Gleichungen zu allen Werten von {\displaystyle K_{A}} gleich, da {\displaystyle \textstyle \theta } nicht direkt von {\displaystyle \textstyle K_{A}} abhängt, sondern vom Verhältnis {\displaystyle \textstyle {K_{A} \over [S]}(=10^{-x})}. Die Gesamtheit der Graphen bildet für beliebige positive {\displaystyle \textstyle n_{H}} eine (einparametrige) Schar direkt vergleichbarer Kurven; Teile einer Hyperbel oder pseudohyperbole Kurvenverläufe treten nicht auf.
Jeder Graph des Diagramms ist auch Graph einer logistischen Funktion {\displaystyle f_{n_{H}}\colon x\rightarrow f(x)=\theta } und hat daher
- für {\displaystyle x\rightarrow \infty \quad (\Leftrightarrow [S]\rightarrow \infty )\quad } die Asymptote {\displaystyle \theta =1} sowie
- für {\displaystyle x\rightarrow -\infty \quad (\Leftrightarrow [S]\rightarrow 0)\quad } die Asymptote {\displaystyle \theta =0};
- jeder Graph ist punktsymmetrisch mit Symmetriezentrum {\displaystyle \textstyle W(1\mid {\frac {1}{2}})};
- {\displaystyle W} ist der Wendepunkt jeder Funktion {\displaystyle f_{n_{H}}};
- die Steigung von {\displaystyle f_{n_{H}}} in {\displaystyle W} ist {\displaystyle \textstyle {n_{H}\cdot \ln(10) \over 4}\approx 0{,}5756\cdot n_{H}} . In diesem Sinne nimmt die Steilheit des Graphen mit {\displaystyle n_{H}} zu.

| Beweis |
| Die allgemeine logistische Funktion {\displaystyle f_{G,c,k}:x\rightarrow f(x)=\theta } kann geschrieben werden: {\displaystyle \theta ={G \over 1+e^{c}\cdot e^{-kGx}}}; mit {\displaystyle \quad G=1,\quad c=0,\quad k=n_{H}\cdot \ln(10),\quad [S]=10^{x}\cdot K_{A}\Leftrightarrow \quad {K_{A} \over [S]}=10^{-x}\quad } hat {\displaystyle f_{n_{H}}} die Form: {\displaystyle \theta ={1 \over 1+e^{0}\cdot e^{-\ln(10)\cdot n_{H}\cdot 1\cdot x}}=\quad {1 \over 1+1\cdot 10^{-n_{H}\cdot x}}=\quad {1 \over 1+(10^{-x})^{n_{H}}}\quad ={1 \over 1+({K_{A} \over [S]})^{n_{H}}}\quad }(6), q. e. d. Die Eigenschaften der allgemeinen logistischen Funktion setzen sich auf {\displaystyle f_{n_{H}}} wie folgt fort: - Für {\displaystyle x\rightarrow \infty \quad (\Leftrightarrow 10^{x}\cdot K_{A}=[S]\rightarrow \infty )} ist {\displaystyle \theta =G=1} Asymptote, q. e. d., - für {\displaystyle x\rightarrow -\infty \quad (\Leftrightarrow 10^{x}\cdot K_{A}=[S]\rightarrow 0)} ist {\displaystyle \theta =0} Asymptote, q. e. d.; - jeder Graph ist punktsymmetrisch mit Symmetriezentrum {\displaystyle \textstyle W(x_{w}\mid {\frac {G}{2}})=W(x_{w}\mid {\frac {1}{2}})}; mit {\displaystyle \textstyle x_{w}={c \over k\cdot G}} und {\displaystyle \textstyle c=0} ist {\displaystyle \textstyle x_{w}=0\quad (\Leftrightarrow 10^{x_{w}}=1)}, q. e. d.; - {\displaystyle W} ist Wendepunkt von {\displaystyle f_{n_{H}}}, q. e. d.; - die Steigung von {\displaystyle f_{n_{H}}} in {\displaystyle W} ist {\displaystyle \textstyle {\frac {k\cdot G^{2}}{4}}={\frac {k}{4}}={\frac {n_{H}\cdot \ln(10)}{4}}}, q. e. d. |

Weiter gehört jede logistische Funktion zu den Sigmoidfunktionen, d. h. jeder ihrer Graphen verläuft S-förmig.

## Linearisierungsverfahren
Linearisierungsverfahren wurden in der Vergangenheit sehr häufig für die schnelle grafische Bestimmung der wichtigen Kinetikparameter {\displaystyle K_{m}} und {\displaystyle v_{\text{max}}} verwendet. Sie sind zwar einprägsam und verbreitet, führen jedoch zu einer teils erheblichen Verfälschung des Ergebnisses durch Messfehler und sind zur Fehlerbetrachtung mehr oder weniger ungeeignet. Mittlerweile hat die Ermittlung der Michaelis-Menten-Parameter durch nichtlineare Regression stark an Bedeutung gewonnen, die zu deutlich genaueren Ergebnissen führt. Deshalb sollen die Linearisierungsverfahren hier nur gestreift werden.

### Lineweaver-Burk-Diagramm

Lineweaver-Burk-Diagramm

Hans Lineweaver (1907–2009) und Dean Burk (1904–1988) haben 1934 eine doppelt-reziproke Darstellung vorgestellt, bei der {\displaystyle {\tfrac {1}{v}}} als Funktion von {\displaystyle {\tfrac {1}{[S]}}} aufgetragen wird.
Eine Umformung der Michaelis-Menten-Gleichung ergibt die folgende Gleichung:
{\displaystyle {1 \over v}={K_{m} \over v_{\text{max}}}{1 \over [S]}+{1 \over v_{\text{max}}}}
| Umformung |
| {\displaystyle v=\quad {\frac {v_{\mathrm {max} }[S]}{K_{\mathrm {m} }+[S]}};\quad } (Michaelis-Menten) {\displaystyle \quad \mid } Übergang zur reziproken Zahl {\displaystyle {\frac {1}{v}}=\quad {\frac {K_{\mathrm {m} }+[S]}{v_{\mathrm {max} }[S]}}=\quad {\frac {K_{\mathrm {m} }}{v_{\mathrm {max} }[S]}}+{\frac {[S]}{v_{\mathrm {max} }[S]}};} {\displaystyle {1 \over v}={K_{m} \over v_{\text{max}}}{1 \over [S]}+{1 \over v_{\text{max}}};\quad } (Lineweaver-Burk) |

Die Steigung dieser linearen Funktion beträgt {\displaystyle \textstyle {K_{m} \over v_{\text{max}}}}; sie schneidet
- die {\displaystyle \textstyle {\frac {1}{v}}}-Achse bei {\displaystyle \textstyle {\frac {1}{v}}={1 \over v_{\text{max}}}} (Ordinatenabschnitt) und
- die {\displaystyle \textstyle {1 \over [S]}}-Achse bei {\displaystyle \textstyle {1 \over [S]}=-{\tfrac {1}{K_{m}}}} (Abszissenabschnitt).

| Rechnung zu Achsenabschnitten und Steigung |
| Indem {\displaystyle \textstyle {1 \over [S]}} als Argument einer Funktion aufgefasst wird, beschreibt die Gleichung {\displaystyle {1 \over v}={K_{m} \over v_{\text{max}}}{1 \over [S]}+{1 \over v_{\text{max}}}} eine lineare Funktion. Für diese lassen sich Steigung {\displaystyle \textstyle {K_{m} \over v_{\text{max}}}} und Ordinatenabschnitt {\displaystyle \textstyle {1 \over v_{\text{max}}}} direkt aus der Funktionsgleichung ablesen. Sei - {\displaystyle Q} der Koordinatenursprung, - {\displaystyle R} der Schnittpunkt des Graphen der Gleichung mit der {\displaystyle \textstyle {1 \over [v]}}-Achse, sodass {\displaystyle QR} der Ordinatenabschnitt der Funktion ist, und - {\displaystyle P} der Schnittpunkt des Graphen der Gleichung mit der {\displaystyle \textstyle {\frac {1}{[S]}}}-Achse, sodass {\displaystyle PQ} der Abszissenabschnitt der Funktion ist. Die {\displaystyle \textstyle {\frac {1}{[S]}}}-Koordinate von {\displaystyle P} sei {\displaystyle -p}. Dann ist das Dreieck {\displaystyle QRP} einem Steigungsdreieck ähnlich. Also gilt für das Verhältnis der Streckenlängen von Ordinaten- und Abszissenabschnitt: {\displaystyle \|QR\|:\|PQ\|=\quad {1 \over v_{\text{max}}}:p=\quad {K_{m} \over v_{\text{max}}};\quad \mid \cdot v_{\text{max}}} {\displaystyle {1 \over p}=K_{\mathrm {m} };\quad \mid }Übergang zur reziproken Zahl {\displaystyle \quad \mid \cdot (-1)} {\displaystyle -p=-{\frac {1}{K_{\mathrm {m} }}}}, wie in der Zeichnung angegeben. |

Obwohl sie zur Datenrepräsentation meist verwendet wird, ist diese Methode zur Auswertung jedoch unverlässlich. Kleine Fehler in {\displaystyle v} ergeben bei kleinen {\displaystyle [S]}-Werten eine große Abweichung in {\displaystyle {\tfrac {1}{v}}}, bei großen {\displaystyle [S]}-Werten ist diese eher zu vernachlässigen. Die Autoren der Methode haben die Unsicherheit großer {\displaystyle {\tfrac {1}{v}}} Werte betont und darauf hingewiesen, dass diese grundsätzlich geringer zu gewichten sind. Spätere Anwender haben dies zumeist ignoriert. Wo immer möglich sollte dieses durch Computerverfahren zur Bestimmung enzymkinetischer Parameter ersetzt werden.

### Eadie-Hofstee-Diagramm
Das Eadie-Hofstee-Diagramm, auch Woolf–Eadie–Augustinsson–Hofstee- oder Eadie–Augustinsson-Diagramm, nimmt eine Mittelstellung ein. Hierbei wird {\displaystyle v} als Funktion von {\displaystyle {\tfrac {v}{[S]}}} aufgefasst. Die zugehörige Umformung der Michaelis-Menten-Gleichung ergibt:
{\displaystyle v=-K_{m}{v \over [S]}+v_{\text{max}}}
| Umformung |
| {\displaystyle v=\quad {\frac {v_{\mathrm {max} }[S]}{K_{\mathrm {m} }+[S]}};\quad } (Michaelis-Menten) {\displaystyle v=\quad v_{\mathrm {max} }\cdot {\frac {[S]}{K_{\mathrm {m} }+[S]}};\quad \mid \cdot {\frac {K_{\mathrm {m} }+[S]}{[S]}}} {\displaystyle v\cdot {\frac {K_{\mathrm {m} }+[S]}{[S]}}=v_{\mathrm {max} }} Umformung der linken Seite: {\displaystyle \quad v\cdot {\frac {K_{\mathrm {m} }+[S]}{[S]}}=\quad v\cdot ({\frac {K_{\mathrm {m} }}{[S]}}+1)=\quad v\cdot {\frac {K_{\mathrm {m} }}{[S]}}+v;\quad } einsetzen: {\displaystyle v\cdot {\frac {K_{\mathrm {m} }}{[S]}}+v=v_{\mathrm {max} }\quad \mid -{\frac {v\cdot K_{\mathrm {m} }}{[S]}}} {\displaystyle v=-K_{\mathrm {m} }\cdot {\frac {v}{[S]}}+v_{\mathrm {max} };\quad } (Eadie-Hofstee) |

Aus dem Diagramm lässt sich auf der {\displaystyle v}-Achse als Ordinatenabschnitt {\displaystyle v_{\text{max}}} ablesen, aus der (negativen) Steigung {\displaystyle -K_{m}} der Regressionsgeraden {\displaystyle K_{m}} bestimmen.
Der Fehler wächst mit v/[S]. Da v bei beiden Koordinaten eingeht, konvergieren alle Abweichungen zum Ursprung.

### Scatchard-Diagramm
Das Scatchard-Diagramm fasst umgekehrt {\displaystyle v/[S]} als Funktion von {\displaystyle v} auf. Es entsteht aus dem Eadie-Hofstee-Diagramm durch Vertauschung der Achsen (oder äquivalent: durch Spiegelung des Diagramms insgesamt an der 1. Winkelhalbierenden des Koordinatensystems). Die entsprechende Umformung der zum Eadie-Hofstee-Diagramm gehörigen Gleichung ergibt:
{\displaystyle {\frac {v}{[S]}}=-{\frac {1}{K_{m}}}\cdot v+{\frac {v_{\text{max}}}{K_{m}}}}
| Umformung |
| {\displaystyle v=-K_{m}{v \over [S]}+}{\displaystyle v_{\text{max}};\quad } (Eadie-Hofstee){\displaystyle \quad \mid -v_{\text{max}}} {\displaystyle v-v_{\text{max}}=}{\displaystyle -K_{m}{v \over [S]};\quad \mid :(-K_{m})\neq 0} {\displaystyle {v-v_{\text{max}} \over -K_{m}}=\quad {v_{\text{max}}-v \over K_{m}}=\quad {v \over [S]};} {\displaystyle {v \over [S]}=-{v \over K_{m}}+{v_{\text{max}} \over K_{m}}=\quad -{1 \over K_{m}}\cdot v+{v_{\text{max}} \over K_{m}}.\quad }(Scatchard) |

Aus dem Diagramm lässt sich ebenfalls auf der {\displaystyle v}-Achse, die nun Abszisse ist, {\displaystyle v_{\text{max}}} als Abszissenabschnitt ablesen, denn ein Ordinatenabschnitt des Eadie-Hofstee-Diagramms geht durch die genannte Spiegelung in einen Abszissenabschnitt des Scatchard-Diagramms über. Ebenso lässt sich aus der (negativen) Steigung {\displaystyle \textstyle -{1 \over K_{m}}} der Regressionsgeraden durch Übergang zur reziproken Zahl und Vorzeichenwechsel {\displaystyle K_{m}} bestimmen. Der Ordinatenabschnitt der Gerade im Scatchard-Diagramm ist der im Abschnitt "Direkt-lineare Auftragung" als Maß der katalytischen Effizienz genannte Bruch.
Das Scatchard-Diagramm wird zumeist zur Repräsentation von Bindungsmessungen (anstelle enzymkinetischer Daten) angewendet. Scatchard- und Eadie-Hofstee-Diagramme gelten als die besten Werkzeuge zur Diagnose kooperativer Phänomene. Im Falle negativer Kooperativität oder nicht-identischer, isolierter Bindungsplätze entsteht ein konkaver Verlauf mit linearem Endast. Die Steigungen entsprechen hier den Affinitäten (Kd beziehungsweise {\displaystyle K_{m}}) und die Gesamtzahl der Bindungsplätze (aktiven Zentren) ist aus dem Schnittpunkt mit der {\displaystyle v}-Achse abzulesen.

### Hanes-Woolf-Diagramm (Hanes(-Wilkinson)-Diagramm)

Hanes-Woolf-Diagramm

Das Hanes-Woolf-Diagramm ist die bestmögliche lineare Auftragungsmöglichkeit. Es geht auf Charles Samuel Hanes (1903–1990) und Barnet Woolf (1902–1983) zurück. Hierbei wird eine Umformung der Michaelis-Menten-Gleichung verwendet, die [S]/v als Funktion von [S] darstellt:
{\displaystyle {[S] \over v}={1 \over v_{\text{max}}}[S]+{K_{m} \over v_{\text{max}}}}
| Umformung |
| {\displaystyle v=\quad {\frac {v_{\mathrm {max} }[S]}{K_{\mathrm {m} }+[S]}};}{\displaystyle \quad } (Michaelis-Menten) {\displaystyle \quad \mid :[S]\neq 0}{\displaystyle \quad \mid }Brüche stürzen {\displaystyle {\frac {[S]}{v}}=\quad {\frac {K_{\mathrm {m} }+[S]}{v_{\mathrm {max} }}}=\quad {\frac {[S]}{v_{\mathrm {max} }}}+{\frac {K_{\mathrm {m} }}{v_{\mathrm {max} }}};} {\displaystyle {\frac {[S]}{v}}=\quad {\frac {1}{v_{\text{max}}}}\cdot [S]+{\frac {K_{\mathrm {m} }}{v_{\text{max}}}};\quad } (Hanes-Woolf) |

Die Steigung dieser linearen Funktion beträgt {\displaystyle \textstyle {\frac {1}{v_{\mathrm {max} }}}}; sie schneidet
- die {\displaystyle \textstyle {\frac {[S]}{v}}}-Achse bei {\displaystyle \textstyle {\frac {[S]}{v}}={\frac {K_{\mathrm {m} }}{v_{\mathrm {max} }}}} (Ordinatenabschnitt) und
- die {\displaystyle \textstyle [S]}-Achse bei {\displaystyle \textstyle [S]=-K_{\mathrm {m} }} (Abszissenabschnitt).

| Rechnung zu Achsenabschnitten und Steigung |
| Für die lineare Funktion mit der Gleichung {\displaystyle {\frac {[S]}{v}}=\quad {\frac {1}{v_{\mathrm {max} }}}\cdot [S]+{\frac {K_{\mathrm {m} }}{v_{\mathrm {max} }}};\quad } lassen sich Steigung {\displaystyle \textstyle {\frac {1}{v_{\mathrm {max} }}}} und Ordinatenabschnitt {\displaystyle \textstyle {\frac {K_{\mathrm {m} }}{v_{\mathrm {max} }}}} direkt aus der Funktionsgleichung ablesen. Sei - {\displaystyle Q} der Koordinatenursprung. - {\displaystyle R} der Schnittpunkt des Graphen der Gleichung mit der {\displaystyle \textstyle {[S] \over v}}-Achse, sodass {\displaystyle QR} der Ordinatenabschnitt der Funktion ist, und - {\displaystyle P} der Schnittpunkt des Graphen der Gleichung mit der {\displaystyle \textstyle [S]}-Achse, sodass {\displaystyle PQ} der Abszissenabschnitt der Funktion ist. Die {\displaystyle \textstyle [S]}-Koordinate von {\displaystyle P} sei {\displaystyle -p}. Dann ist das Dreieck {\displaystyle QRP} einem Steigungsdreieck ähnlich. Also gilt für das Verhältnis der Streckenlängen von Ordinaten- und Abszissenabschnitt: {\displaystyle \|QR\|:\|PQ\|=\quad {\frac {K_{\mathrm {m} }}{v_{\mathrm {max} }}}:p=\quad {\frac {1}{v_{\mathrm {max} }}};\quad \mid \cdot v_{\mathrm {max} }} {\displaystyle {K_{\mathrm {m} } \over p}=\quad 1;\quad \mid \cdot (-p)} {\displaystyle -K_{\mathrm {m} }=\quad -p,\quad } wie in der Zeichnung angegeben. |

Fehler in [S]/v sind eine weit bessere Annäherung der Fehler in v. Aufgrund einer unverfälschten Spreizung der Messpunkte entlang der [S]-Achse wird das Ergebnis durch einzelne Ausreißer prinzipiell weniger verfälscht. Da aber abhängige und unabhängige Variable vermischt werden, ist auch hier eine Datenoptimierung durch lineare Regression nicht sinnvoll.

### Hill-Diagramm
Das Hill-Diagramm ist eine Darstellung der Hill-Gleichung, in der {\displaystyle \textstyle \log {\theta  \over 1-\theta }} (Ordinatenwert) als Funktion von {\displaystyle \log {[S]}} (Abszissenwert) aufgetragen wird. Die zugehörige Umformung der Hill-Gleichung ergibt:
{\displaystyle \log \left({\dfrac {\theta }{1-\theta }}\right)=n_{H}\log {[S]}-\log {K_{D}};\quad }(10)
| Umformung |
| Die Hill-Gleichung wird nach Ersetzen vom {\displaystyle n} durch {\displaystyle n_{H}} gemäß Überlegung (9) zu: {\displaystyle \theta ={\frac {[S]^{n_{H}}}{K_{D}+[S]^{n_{H}}}};\quad \mid } Übergang zur reziproken Zahl {\displaystyle {\frac {1}{\theta }}={\frac {K_{D}+[S]^{n_{H}}}{[S]^{n_{H}}}}={\frac {K_{D}}{[S]^{n_{H}}}}+1;\quad \mid -1} {\displaystyle {\frac {1}{\theta }}-1={\frac {1-\theta }{\theta }}={\frac {K_{D}}{[S]^{n_{H}}}};\quad \mid } Brüche stürzen {\displaystyle {\frac {\theta }{1-\theta }}={\frac {[S]^{n_{H}}}{K_{D}}};\quad \mid \log } zu einer wählbaren Basis; mit der Rechenregel für den Logarithmus eines Quotienten bzw. den Logarithmus einer Potenz: {\displaystyle \log \left({\frac {\theta }{1-\theta }}\right)=\quad \log \left({\frac {[S]^{n_{H}}}{K_{D}}}\right)=\quad \log \left([S]^{n_{H}}\right)-\log K_{D}=\quad n_{H}\cdot \log[S]-\log K_{D};\quad }(10) |

Bei Verwendung von {\displaystyle K_{A}} hat (10) die Form:
{\displaystyle \log \left({\dfrac {\theta }{1-\theta }}\right)=n_{H}\log {[S]}-n_{H}\log {K_{A}};\quad }(10a)
| Umformung |
| Die Definition der Halbsättigungskontante {\displaystyle K_{A}} in Gleichung (3') wird nach Ersetzen vom {\displaystyle n} durch {\displaystyle n_{H}} gemäß Überlegung (9) zu: {\displaystyle K{_{A}}^{n_{H}}=K_{D}\quad \mid \log } zur gleichen Basis wie {\displaystyle \log {[S]}} mit der Rechenregel für den Logarithmus einer Potenz: {\displaystyle n_{H}\log {K_{A}}=\log {K_{D}};} dies kann in (10) eingesetzt werden. |

Auch in den hier folgenden Gleichungen kann {\displaystyle n_{H}\log {K_{A}}} an die Stelle von {\displaystyle \log {K_{D}}} treten.
Ist {\displaystyle v_{\mathrm {max} }} bekannt, so lassen sich die Ordinatenwerte unter Verwendung von {\displaystyle v} bestimmen:
{\displaystyle \log \left({\dfrac {v}{v_{\mathrm {max} }-v}}\right)=n_{H}\log {[S]}-\log {K_{D}};\quad }(10b)
| Umformung |
| Die Gleichungen (10) und (10b) sind äquivalent, wenn das Argument des Logarithmus der linken Seite für beide Gleichungen übereinstimmt. Einsetzen von Gleichung (4) und Erweitern mit {\displaystyle v_{\mathrm {max} }} ergibt: {\displaystyle {\theta \over 1-\theta }={{v \over v_{\mathrm {max} }} \over 1-{v \over v_{\mathrm {max} }}}={v \over v_{\mathrm {max} }-v}} |

Die Sättigungsfunktion {\displaystyle r} kann in die Gleichung eingeführt werden:
{\displaystyle \log \left({\dfrac {r}{n_{H}-r}}\right)=n_{H}\log {[S]}-\log {K_{D}};\quad }(10c)
| Umformung |
| Die Definition der Sättigungsfunktion {\displaystyle r} nach Gleichung (6) wird nach Ersetzen vom {\displaystyle n} durch {\displaystyle n_{H}} gemäß Überlegung (9) zu: {\displaystyle r=n_{H}\cdot \theta ;\quad } (i) die Gleichungen (10) und (10c) sind äquivalent, wenn das Argument des Logarithmus der linken Seite für beide Gleichungen übereinstimmt. Erweitern mit {\displaystyle n_{H}} und Einsetzen von (i) ergibt: {\displaystyle {\frac {\theta }{1-\theta }}={n_{H}\cdot \theta \over n_{H}-n_{H}\cdot \theta }={\frac {r}{n_{H}-r}}} |

Insoweit die Hill-Gleichung eine Enzymkinetik zutreffend beschreibt, zeigt das Hill-Diagramm eine Gerade {\displaystyle g}, aus der sich
- {\displaystyle n_{H}} als deren Steigung und
- {\displaystyle \log {K_{A}}} als Abszissenabschnitt (= Abszissenwert des Schnitts von {\displaystyle g} mit der Abszisse)

ablesen lässt; hieraus lässt sich nach Delogarithmieren {\displaystyle K_{A}} und nach Berechnung von {\displaystyle \log {K_{D}}=n_{H}\log {K_{A}}} und anschließendem Delogarithmieren auch {\displaystyle K_{D}} bestimmen.
| Begründung und Rechenhinweise |
| A. Diejenigen Varianten der Gleichung (10), die den Summanden {\displaystyle -\log K_{D}} enthalten, haben die Form Ordinatenwert = {\displaystyle n_{H}\cdot }Abszissenwert + Ordinatenabschnitt und sind daher als Funktionsvorschrift einer linearen Funktion mit Steigung {\displaystyle n_{H}} deutbar, deren Graph die angegebene Gerade {\displaystyle g} ist. B. Zur Bestimmung des Abszissenabschnitts {\displaystyle \log {[S]}=(\log[S])_{0}} einer solchen linearen Funktion ist ihr Ordinatenwert null zu setzen: {\displaystyle 0=\quad n_{H}\cdot (\log[S])_{0}-\log {K_{D}}=\quad n_{H}\cdot (\log[S])_{0}-n_{H}\cdot \log {K_{A}};\quad \mid -n_{H}\cdot (\log[S])_{0}\quad \mid :(-n_{H})\neq 0} {\displaystyle (\log[S])_{0}=\log {K_{A}},} wie im Text angegeben. Bemerkung: Diejenigen Varianten der Gleichung (10), die den Summanden {\displaystyle -n_{H}\log {K_{A}}} enthalten, sind Geradengleichungen der Form: Ordinatenwert = {\displaystyle n_{H}\cdot }Abszissenwert - {\displaystyle n_{H}\cdot }Abszissenabschnitt = {\displaystyle n_{H}\cdot } (Abszissenwert - Abszissenabschnitt) C. Ist {\displaystyle b} die Basis des gewählten Logarithmus, sodass {\displaystyle \log {_{b}}{K_{A}}} als Abszissenabschnitt aus dem Hill-Diagramm ablesbar ist, so ist die Formel zum Delogarithmieren {\displaystyle K_{A}=b^{\log {_{b}}{K_{A}}}}. Entsprechend zum Delogarithmieren von {\displaystyle \log {_{b}}{K_{D}}} . Aus mathematischer Sicht könnte zur hier beschriebenen Rechnung eine beliebige Basis verwendet werden, üblich sind jedoch vor allem - die Basis 10 des dekadischen Logarithmus', der meist mit {\displaystyle \lg } bezeichnet wird, also {\displaystyle K_{A}=10^{\lg {K_{A}}}} und - die Basis e des natürlichen Logarithmus', der meist mit {\displaystyle \ln } bezeichnet wird, also {\displaystyle K_{A}=e^{\ln {K_{A}}}}; jeweils entsprechend zum Delogarithmieren von {\displaystyle \lg {K_{D}}} bzw. {\displaystyle \ln {K_{D}}}. Im angelsächsischen Sprachraum wird nicht nur der allgemeine, sondern auch der natürliche Logarithmus zuweilen mit {\displaystyle \log } bezeichnet (was zu Verwechselungen führen kann). |

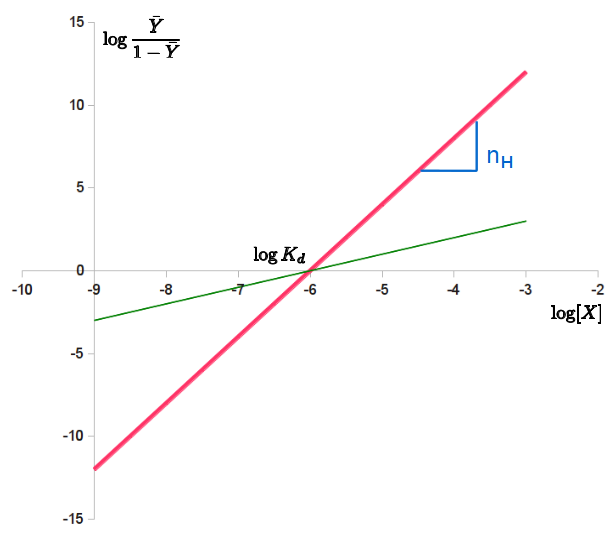
(Idealisierte) Hill-Diagramme; der Hill-Koeffizient ist mit bezeichnet. - Erläuterung der Achsen und ihrer Beschriftung im Text.

Im nebenstehenden Hill-Diagrammen ist die Abszissenvariable {\displaystyle \textstyle \log {[S]}} mit {\displaystyle \textstyle \log {[X]}} bezeichnet, der Abszissenabschnitt {\displaystyle \textstyle \log {K_{A}}} mit {\displaystyle \textstyle \log {K_{d}}}, die Ordinatenvariable {\displaystyle \textstyle {\log {\theta  \over 1-\theta }}} mit {\displaystyle \textstyle {\log {Y \over 1-Y}}}. (Die Längeneinheit ist für beide Achsen unterschiedlich gewählt, sodass die Steigung der roten Gerade nicht {\displaystyle \approx 1} ist. Der Schnitt einer Gerade mit der eingezeichneten Ordinate, die nicht durch den Nullpunkt der Abszisse führt, ist nicht der Ordinatenabschnitt der jeweiligen Gerade.)
Für den gleichen Abszissenabschnitt {\displaystyle \textstyle \log {K_{A}}=-6} (und damit den für beide Geraden gleichen Wert von {\displaystyle K_{A}}) ist
- die rote Gerade das Hill-Diagramm eines hochkooperativen Enzyms (Schnitt mit der Ordinate bei {\displaystyle \textstyle \approx -12\Rightarrow }Geradensteigung{\displaystyle \quad \textstyle n_{H}\approx {0-(-12) \over (-6)-(-9)}=4});
- die grüne Gerade dasjenige eines kaum oder nicht kooperativen Enzyms (Schnitt mit der Ordinate bei {\displaystyle \textstyle \approx -3\Rightarrow }Geradensteigung{\displaystyle \quad \textstyle n_{H}\approx {0-(-3) \over (-6)-(-9)}=1}).

Wenn die berechneten Wertepaare nicht auf einer Gerade liegen, kann diese außer durch zufällige auch durch systematische Fehler bedingt sein, denn die Hill-Gleichung setzt voraus, dass der Hill-Koeffizient für alle Konzentrationen gleich ist. Eine Abweichung hiervon fand G.S. Adair, der ebenfalls die Sauerstoffbindung von Hämoglobin untersuchte.

### Zusammenstellung von Linearisierungen einer Hyperbel

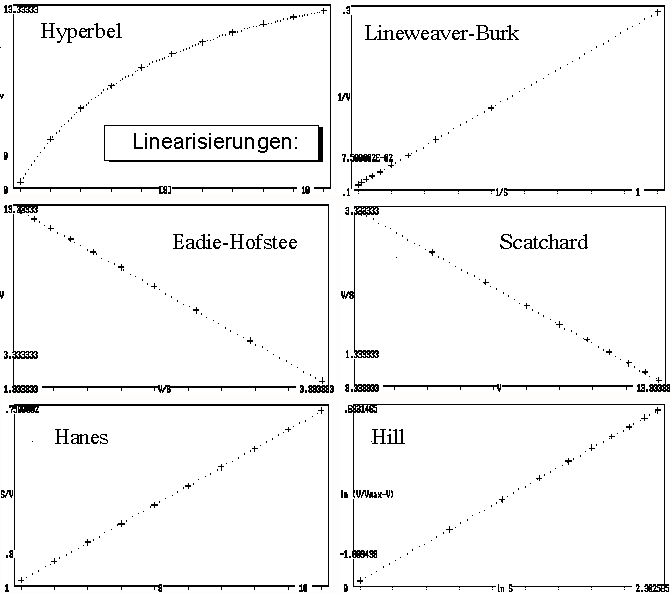
Linearisierungen einer Hyperbel

{\displaystyle \quad }

## Inhibitoren
Hauptartikel: Enzymhemmung
Viele Therapeutika und Gifte sind Hemmstoffe (Inhibitoren) von Enzymen. Aus diesem Grunde ist der Aufklärung des Wirkungsmechanismus immer eine besondere Bedeutung zugekommen. Die Nomenklatur der Hemmtypen wurde von William Wallace Cleland (* 1930) 1963 auf eine systematische Grundlage gestellt, leider werden in vielen Lehrbüchern immer noch Begriffe abweichend verwendet.
Hier sollte allerdings beachtet werden, dass sich klassische Analysen auf reversibel bindende Stoffe beschränken. Irreversible Bindung einer Substanz an ein Enzym führt zur Inaktivierung, nicht zur Hemmung.
Abgeleitet aus der Michaelis-Menten-Gleichung {\displaystyle v=V_{\text{max}}\cdot [\mathrm {S} ]/(K_{m}+[{\textrm {S}}])} stellt sich die allgemeine Inhibitionsgleichung wie folgt dar:
{\displaystyle v={\frac {V_{\text{max}}\cdot [\mathrm {S} ]}{K_{m}(1+{\frac {[\mathrm {I} ]}{K_{i}}})+[\mathrm {S} ](1+{\frac {[\mathrm {I} ]}{K_{ii}}})}}}
Danach kann das Verhältnis des {\displaystyle Ki}-Wertes (Dissoziationskonstante des Komplexes EI) und des {\displaystyle K{ii}}-Wertes (Dissoziationskonstante des Komplexes EIS) zur Ableitung des Inhibitionstyps dienen:

### Kompetitiv

Enzymhemmung

Inhibitor und Substrat schließen sich gegenseitig von der Bindung an das Enzym aus. Dies bedeutet jedoch nicht notwendigerweise, dass der Inhibitor an der gleichen Bindungsstelle bindet wie das Substrat. Auch wenn die Bindung von Substrat bzw. Inhibitor zu Konformationsänderung im Enzym führen, welche die Bindungsstelle für den jeweils anderen blockieren, ist die Hemmung kompetitiv. Wenn Substrat und Inhibitor allerdings die gleiche Bindungsstelle haben, dann ist der Hemmtyp notwendig kompetitiv.
Bei der Kompetitiven Hemmung kann der Inhibitor durch Substrat aus dem Enzym verdrängt werden, {\displaystyle V_{\text{max}}} ändert sich also nicht. Allerdings wird für jede gewünschte Geschwindigkeit eine höhere {\displaystyle [\mathrm {S} ]} benötigt, die scheinbare {\displaystyle K_{m}} wird also mit steigender {\displaystyle [\mathrm {I} ]} höher. Im Lineweaver-Burk-Diagramm führt dies bei unterschiedlichen {\displaystyle [\mathrm {I} ]} beziehungsweise {\displaystyle K_{I}} zu einer Schar von Geraden, die einen gemeinsamen Schnittpunkt auf der y-Achse bei ({\displaystyle 1/V_{\text{max}}}) haben.

### Unkompetitiv
Der Inhibitor bindet nicht an das freie Enzym, sondern an den ES-Komplex. Höhere Konzentrationen des Substrates können daher den Hemmstoff nicht vom Enzym verdrängen, sondern führen zu vermehrter Bindung. Umgekehrt vermindert Bindung des Hemmstoffes die Konzentration von ES, nach dem Prinzip von Le Chatelier muss sich also zusätzliches ES aus E und S bilden: Die scheinbare {\displaystyle K_{m}} vermindert sich, die Affinität des Enzymes für das Substrat steigt mit steigender {\displaystyle [\mathrm {I} ]}. Gleichzeitig nimmt natürlich {\displaystyle V_{\text{max}}} ab. Im Lineweaver-Burk-Diagramm finden wir eine Schar paralleler Geraden.

### Nicht-kompetitiv
Der Inhibitor kann sowohl an E als auch an ES binden. Im einfachsten Fall ist dabei {\displaystyle K_{i}=K_{ii}}, d. h., dass die Substratbindung die Affinität des Enzymes für den Inhibitor nicht verändert, etwa durch Konformationsänderung. Dann folgt natürlich auch, dass die Bindung des Inhibitors die Affinität des Enzymes für das Substrat nicht ändert und {\displaystyle K_{s}=K_{ss}}. Wegen des Zusammenhangs zwischen {\displaystyle K_{s}} und {\displaystyle K_{m}} ändert die Bindung von Inhibitor also auch nicht {\displaystyle K_{m}}.
Es lässt sich nun zeigen (durch Substitution und Eliminierung aus den Definitionen von {\displaystyle K_{i},K_{ii},K_{s}} und {\displaystyle K_{ss}}), dass {\displaystyle K_{i}/K_{ii}=K_{s}/K_{ss}}. Wenn also {\displaystyle K_{i}<K_{ii}}, dann folgt {\displaystyle K_{s}<K_{ss}} und die scheinbare {\displaystyle K_{m}} steigt mit {\displaystyle [\mathrm {I} ]}. Falls andererseits {\displaystyle K_{i}>K_{ii}}, dann folgt {\displaystyle K_{s}>K_{ss}} und die scheinbare {\displaystyle K_{m}} sinkt mit steigendem {\displaystyle [\mathrm {I} ]}.
Die nicht-kompetitive Hemmung führt im Lineweaver-Burk-Diagramm zu einer Schar von Geraden mit gemeinsamen Schnittpunkt links von der y-Achse, der Schnittpunkt liegt auf der x-Achse wenn {\displaystyle K_{i}=K_{ii}}, er liegt über der x-Achse falls {\displaystyle K_{i}<K_{ii}} und unter der x-Achse falls {\displaystyle K_{i}>K_{ii}}.

### Gemischt-kompetitive Hemmung
Der Mechanismus dieses Hemmtyps (der in der Praxis von geringer Bedeutung ist) ähnelt der nicht-kompetitiven Hemmung, allerdings hat der EIS-Komplex noch eine katalytische Aktivität. Auch das Lineweaver-Burk-Diagramm sieht aus wie bei der nicht-kompetitiven Hemmung (mit allen 3 Möglichkeiten). Im sog. Sekundärdiagramm (Steigung bzw. y-Schnittpunkt im Lineweaver-Burk-Diagram als Funktion von {\displaystyle [\mathrm {I} ]}) sieht man aber im Falle der nicht-kompetitiven Hemmung Geraden, im Falle der gemischt-kompetitiven jedoch Kurven.